# Порек
Порек — река в России, протекает по Кильмезскому и Малмыжскому районам Кировской области. Устье реки находится в 179 км от устья Вятки по левому берегу. Длина реки составляет 33 км, площадь водосборного бассейна — 124 км².
Исток реки в лесах северо-западнее деревни Бураши в 17 км к юго-западу от посёлка Кильмезь. Река течёт на юго-запад, протекает деревни Большой Порек и Нижний Порек. Впадает в боковой рукав Вятки у деревень Дмитриевка и Весёлая Горка.

## Данные водного реестра
По данным государственного водного реестра России относится к Камскому бассейновому округу, водохозяйственный участок реки — Вятка от водомерного поста посёлка городского типа Аркуль до города Вятские Поляны, речной подбассейн реки — Вятка. Речной бассейн реки — Кама.
Код объекта в государственном водном реестре — 10010300512111100040043.